# Conflits sino-néerlandais
Conflits entre la dynastie Ming et des pays européens
Batailles
Tunmen - Shancaowan - Penghu - Baie de Liaoluo - Fort Zeelandia
Les conflits sino-néerlandais sont une série de conflits entre la Chine de la dynastie Ming et la Compagnie néerlandaise des Indes orientales, ou VOC, se déroulant  sur une cinquantaine d'années et ayant pour origine le commerce et des possessions territoriales contestées. En effet, les Néerlandais tentent de contraindre la Chine à accéder à leurs demandes commerciales, mais ils sont systématiquement vaincus.

## Chronologie des conflits

### Décennie 1620
Alors en pleine expansion en Asie du Sud-Est, la Compagnie néerlandaise des Indes orientales décide d'utiliser sa puissance militaire pour forcer la Chine à lui ouvrir un port dans la province du Fujian, afin de pouvoir y commercer. La VOC exige également que la Chine expulse les Portugais de Macao, car a cette époque, les Pays-Bas sont en guerre contre le Portugal. À partir de 1618, la  VOC lance des raids contre des navires chinois et prend des jonques en otage, pour contraindre le gouvernement chinois à satisfaire ses demandes; mais en vain.
Peu de temps après, en 1622, les Hollandais sont vaincus par les Portugais lors de la bataille de Macao. La même année, la VOC s'empare de Penghu, ce qui correspond actuellement aux îles Pescadores, et y construit un fort.  Parallèlement, la VOC continue d'exiger que la Chine ouvre les ports du Fujian au commerce hollandais. La compagnie hollandaise exige également que la Chine arrête de commercer avec les Espagnols de Manille, au profit exclusif des Hollandais a Batavia, au Siam et au Cambodge. Mais la Chine ne réagit pas comme les petits royaumes d'Asie du Sud-Est que la VOC a affrontés jusque là et rejette en bloc les demandes néerlandaises. De plus, le 19 septembre 1622, Shang Zhouzuo, le gouverneur chinois du Fujian, exige que les Néerlandais se retirent des Pescadores pour s'installer à Formose, ile à partir de laquelle les Chinois leur permettraient de commercer avec eux. 
À la suite de ce refus, la VOC met ses menaces à exécution  et lance des raids contres Amoy en octobre et novembre 1622. Le but des Hollandais est "d'inciter les Chinois à faire du commerce par la force ou par la peur" en attaquant le Fujian et les navires chinois depuis les Pescadores. En réaction a ces raids, de puissantes batteries d'artillerie côtières sont installées à Amoy en mars 1622, par le colonel Li Kung-hwa pour se défendre contre les navires hollandais.
En 1623, la VOC tente à nouveau de forcer la Chine à ouvrir un port au commerce, en envoyant cinq navires néerlandais attaquer Liu-ao. Ce nouveau raid est un échec pour les Néerlandais, qui perdent un navire ainsi que de nombreux marins, prisonniers des Chinois. En plus de ces raids, la VOC utilise des prisonniers chinois pour du travail forcé et renforce la garnison de Penghu, en rajoutant cinq navires aux six déjà présents sur place. C'en est trop pour la Cour Impériale, qui, en juillet 1623, autorise Nan Juyi (Nan Chü-yi), le nouveau gouverneur du Fujian, à commencer les préparatifs nécessaires pour lancer une attaque contre les forces néerlandaises. En octobre de la même année, un nouveau raid de la VOC contre Amoy se solde par une victoire chinoise, ces derniers réussissant à faire prisonnier le commandant hollandais Christian Francs et à brûler un des quatre navires hollandais. En février 1624, Yu Zigao a achevé les préparatifs nécessaires pour son offensive contre la VOC et lance sa flotte de guerre contre les Néerlandais de Penghu, avec l'intention de les expulser.
La flotte chinoise arrive en vue du fort néerlandais le 30 juillet 1624. Elle est forte de 40 à 50 navires pour 5 000 à 10 000 soldats chinois, sous les ordres de Yu et du général Wang Mengxiong. Face à eux, la garnison hollandaise est commandée par Marten Sonck. La situation est intenable pour les Néerlandais, qui ouvrent les négociations pour un traité de paix le 3 août de la même année. Ils cèdent aux exigences chinoises et acceptent de se retirer de Penghu pour s’installer à Formose,. Ce traité marque l'échec définitif de la politique de la VOC d'ouverture forcée de la Chine au commerce. Lors des célébrations de la victoire chinoise sur les "barbares roux", le surnom que les Chinois donnent aux Néerlandais, Nan Juyi fait défiler à Pékin, devant l'empereur, douze soldats néerlandais capturés lors des combats,,,.   
La manière dont ce conflit s’achève est une surprise totale pour les Hollandais de la VOC, car leurs précédentes expériences en Asie du Sud-Est leur avaient donné des Chinois l'image de personnes timides et peu aptes à combattre. 

### Décennie 1630
Après leur défaite et leur expulsion des Pescadores en 1622-1624, les Hollandais de la VOC sont totalement chassés des côtes chinoises. Mais lorsque les pirates Liu Xiang et Li Guozhu s’allient avec la compagnie hollandaise, cette dernière reprend ses attaques contre la Chine. Pendant un certain temps, il semble que cette nouvelle coalition, forte d'au moins 41 jonques pirates et 450 soldats chinois, va réussir à triompher des autorités chinoises. Cependant, cette alliance subit une défaite cuisante et décisive en 1633, lors de la bataille de la baie de Liaoluo en 1633, où elle affronte la flotte chinoise de l'amiral Zheng Zhilong,,. Durant cette bataille, les Chinois utilisent des navires-brulots déguisés en navires de guerre, pour tromper les Hollandais et leur faire croire qu'ils vont livrer une bataille rangée.
Après cette nouvelle défaite, la VOC renonce définitivement à attaquer la Chine, et se contente de commercer depuis sa nouvelle colonie de Formose. Avec le temps, la compagnie hollandaise renforce son contrôle sur l'ile, réussissant même, en 1641, à expulser les Espagnols qui contrôlaient le nord de Formose.

### Décennies 1660 et 1670
En avril 1661 une flotte menée par Zheng Chenggong (Koxinga), un loyaliste Ming, débarque sur l’île de Formose avec 25 000 hommes. Pourchassé par les Mandchous de la dynastie Qing, qui achèvent leur conquête de la Chine, Zheng cherche à fonder un royaume sur l'ile et en faire une base arrière pour la reconquête de la Chine. Pour mener à bien son plan, il doit expulser les colons de la VOC de Formose. Avec ses hommes, il marche donc sur Fort Zeelandia, le fort-capitale de la colonie, qu'il assiège. C'est le 1er février 1662, après 9 mois de siège, que les Hollandais capitulent et quittent Taïwan. 
Le conflit entre la VOC et ce nouveau royaume n'en reste pas là, car après la mort de Zheng Chenggong, les Hollandais entrent en conflit avec Zheng Jing, son fils et successeur. En 1665, ils pillent des reliques et tuent des moines lors de l'attaque d'un complexe bouddhiste à Putuoshan sur les îles Zhoushan.
L'ultime bataille entre la VOC et un pouvoir pro-Ming a lieu en 1672 au nord-est de Taïwan, lorsque la marine de Zheng Jing s'empare d'un navire hollandais, le Cuylenburg. Trente-quatre marins néerlandais sont alors exécutés et huit autres noyés, bien que le Cuylenburg soit un simple navire commercial reliant Nagasaki à Batavia. Seuls vingt-et-un marins hollandais réussissent à s'échapper et rejoindre le Japon.

## Voir également
- Guerre entre les Pays-Bas et le Cambodge
- Guerre entre les Trịnh et les Nguyễn (en)